# IOS 7
iOS 7 è la settima versione del sistema operativo per dispositivi mobili iOS, sviluppato dalla Apple Inc. e successore di iOS 6. È stato annunciato durante la WWDC il 10 giugno 2013 ed è stato pubblicato il 18 settembre dello stesso anno.
Con iOS 7 viene completamente ridisegnata l'interfaccia grafica del sistema operativo, portando un design sviluppato da un team guidato dal vice presidente di Apple, Jony Ive.

## Storia

### Introduzione e primo rilascio
iOS 7 è stato presentato alla Worldwide Developers Conference di Apple il 10 giugno 2013. Subito dopo la presentazione è stata pubblicata una beta per gli sviluppatori registrati.
iOS 7 è stato pubblicato ufficialmente a tutto il pubblico il 18 settembre 2013.

### Aggiornamenti

#### 7.0.1
iOS 7.0.1 è stato pubblicato il 20 settembre 2013, precisamente per l'iPhone 5c e l'iPhone 5s. L'aggiornamento correggeva un bug che permetteva di comprare contenuti su iTunes senza il riconoscimento delle impronte attraverso il Touch ID.

#### 7.0.2
iOS 7.0.2 è stato pubblicato il 26 settembre 2013. Correggeva un bug che permetteva di aggirare il codice di sblocco del telefono.

#### 7.0.3
iOS 7.0.3 è stato pubblicato il 23 ottobre 2013, aggiungendo il supporto all'iPad Air e all'iPad mini 2. È stato inoltre introdotto Portachiavi iCloud, un generatore di password per Safari.

#### 7.0.4
iOS 7.0.4 è stato pubblicato il 14 novembre 2013, correggendo alcuni bug riguardanti le chiamate FaceTime.

#### 7.0.5
iOS 7.0.5 è stato pubblicato il 29 gennaio 2014, correggendo un errore sulla fornitura di servizi di rete per alcuni modelli di iPhone 5s e iPhone 5c venduti in Cina.

#### 7.0.6
iOS 7.0.6 è stato pubblicato il 21 febbraio 2014, correggendo un errore che si verificava nelle connessioni SSL.

#### 7.1
iOS 7.1 è stato pubblicato il 10 marzo 2014. L'aggiornamento includeva miglioramenti nel Touch ID, il supporto a CarPlay e la correzione di un bug che si verificava nella schermata Home. Inoltre alcune icone di applicazioni sono state leggermente ridisegnate.

#### 7.1.1
iOS 7.1.1 è stato pubblicato il 22 aprile 2014, correggendo svariati bug.

#### 7.1.2
iOS 7.1.2 è stato pubblicato il 30 giugno 2014. Esso correggeva alcuni bug e migliorava la stabilità di iBeacon. È stato inoltre l'ultimo aggiornamento disponibile per l'iPhone 4.

## Funzionalità di sistema

### Design
iOS 7 introduce un'interfaccia grafica completamente ridisegnata, con "icone più piatte, un font più sottile, un nuovo Scorri per sbloccare e un nuovo Pannello di Controllo accessibile dalla parte inferiore del display".

### AirDrop
iOS 7 presenta AirDrop, una tecnologia che permette di condividere, in modo wireless, file tra dispositivi vicini.

### Centro di Controllo
Inoltre, con iOS 7, viene introdotto il Centro di Controllo, un menu accessibile strisciando dal basso verso l'alto dello schermo, offrendo accesso alle impostazioni più utili come la Modalità Aereo, il Wi-Fi, il Bluetooth, Non Disturbare e Blocco Rotazione. Vi è persino uno slider per regolare la luminosità del display, i vari controlli per la musica, un bottone per accendere il flash della fotocamera e altro ancora.

### Centro Notifiche
Con iOS 7 viene ridisegnato il Centro Notifiche, ora dispone di 3 pagine, una chiamata "Oggi" che contiene le notifiche della giornata, una chiamata "Tutte" che contiene tutte le notifiche e un'ultima chiamata "Perse" che contiene le notifiche perse. Le notifiche ora sono visibili dalla schermata di blocco e sono sincronizzate tra tutti i dispositivi, così non bisogna ignorare la stessa notifica su più dispositivi.

### Multitasking
iOS 7 rinnova anche la schermata del multitasking. Premendo due volte il pulsante Home, si accede a una schermata contenente tutte le applicazioni aperte con un'anteprima delle stesse.

### CarPlay
CarPlay, pubblicato con iOS 7.1, si integra con certi modelli di automobili, offrendo la possibilità di controllare la musica, di navigare su Mappe e altro, attraverso il display dell'auto. Si può inoltre parlare con Siri per inviare messaggi o effettuare telefonate.

### Siri
Anche Siri è stato completamente ridisegnato. Ora è in grado di controllare le impostazioni del dispositivo, tra cui il Bluetooth, e di leggere le ultime email ricevute. L'assistente ora integra Wikipedia ed è più integrato con Twitter. Con iOS 7 è inoltre possibile cambiare il sesso dell'assistente, scegliendo tra una voce maschile o una femminile. Ora è possibile insegnare a Siri come pronunciare un nome di un determinato contatto.

### Altro
La ricerca Spotlight è accessibile trascinando verso il basso la schermata Home.
In Impostazioni è possibile impostare una vibrazione personalizzata per ogni contatto.
iOS 7 porta anche nuovi sfondi che includono un effetto "Parallasse"; le icone sembra che si muovano mentre l'utente muove il telefono, producendo l'illusione che stiano "galleggiando" sopra lo sfondo.

## Funzionalità delle applicazioni

### App Store
L'App Store riceve vari cambiamenti significativi con iOS 7. È ora possibile visualizzare la cronologia degli aggiornamenti di ogni applicazione installata. Attraverso Impostazioni, l'utente può attivare l'aggiornamento automatico delle applicazioni. Con i servizi di localizzazione attivi, l'App Store presenta una nuova categoria chiamata "Popolari vicino a me", che suggerisce le applicazioni più popolari in base alla posizione geografica.

### Foto e Fotocamera

#### Fotocamera
È ora possibile scattare foto quadrate e sono disponibili nuovi filtri che cambiano l'aspetto della foto. È stata aggiunta la funzione pinch-to-zoom durante la registrazione di un video, e la funzione raffica, che permette di scattare foto in successione tenendo premuto il pulsante di scatto.

#### Foto
Anche l'applicazione Foto è stata ridisegnata. Ora, in basso, sono presenti tre menu: "Foto", che mostra ogni foto in ordine cronologico, "Condivisi", che mostra gli album condivisi con altri utenti e "Album", che mostra ogni album creato. Sono inoltre stati aggiunti i nuovi filtri. L'applicazione aggiunge anche il supporto ad AirDrop.

### Musica
Anche l'applicazione Musica ha subito numerosi cambiamenti a livello di interfaccia grafica introducendo controlli più semplici. Viene introdotta anche la funzione iTunes Radio che permette di ascoltare le stazioni radio fornite da Apple; in Italia questo servizio più tardi con Apple Music.

### Safari
Con iOS 7, Safari ha subito alcuni cambiamenti radicali. Ora sono presenti due barre, una superiore, che contiene l'indirizzo del sito web, e una inferiore che contiene i tasti per cambiare pagina, condividere e quello contenente i preferiti. Ora se si trascina lo schermo da sinistra a destra, verrà mostrata la pagina precedente, al contrario, da destra a sinistra, verrà mostrata quella successiva. È inoltre stata modificata la sezione contenente tutte le pagine aperte.

### Meteo
L'applicazione Meteo ha ricevuto dei cambiamenti significativi, tra cui una nuova icona, nuove animazioni e uno sfondo animato.

### Face Time
iOS 7 porta l'applicazione FaceTime, con FaceTime Audio, una funzionalità che permette di chiamare tramite Wi-Fi, 3G o LTE.

## Dispositivi supportati
██ iOS 7 (92%)
██ iOS 6 (7%)
██ Precedenti (1%)

### iPhone
- iPhone 4
- iPhone 4S
- iPhone 5
- iPhone 5c
- iPhone 5s

### iPod touch
- iPod touch (quinta generazione)

### iPad
- iPad 2
- iPad (terza generazione)
- iPad (quarta generazione)
- iPad Air
- iPad mini
- iPad mini 2

## Changelog ufficiale
Di seguito è riportato il changelog ufficiale di ogni versione:

### iOS 7.0[32]
- Nuovo design
  - Interfaccia ridisegnata che aggiorna l'intero sistema e le app integrate
  - Animazione e movimento leggeri; livelli e trasparenza che forniscono profondità
  - Nuova ed elegante tavolozza colori e caratteri tipografici raffinati
  - Suonerie e suoni di sistema aggiornati
- Centro di Controllo
  - Accesso veloce alle app e ai controlli comunemente utilizzati scorrendo dal basso dello schermo verso l'alto
  - Attivazione e disattivazione della modalità di uso in aereo, Wi-Fi, Bluetooth e "Non disturbare"; regolazione della luminosità dello schermo; accesso ai controlli multimediali; attivazione di AirPlay e AirDrop
  - Accesso veloce a Torcia, Timer, Calcolatrice, Fotocamera e ai controlli musicali
- Miglioramenti a Centro Notifiche
  - La nuova vista Giorno offre una panoramica della giornata, e include previsioni meteo, calendario e borsa
  - Chiudendo una notifica su un dispositivo, viene chiusa su tutti i dispositivi
- Miglioramenti al multitasking
  - Visualizzazione dell'anteprima delle schermate delle app aperte quando passi da una all'altra
  - Le app possono mantenere i propri contenuti aggiornati in background
- Miglioramenti all'app Fotocamera
  - Possibilità di scorrere tra le diverse modalità della fotocamera: video, foto standard, quadrate e panoramiche
  - Filtri fotografici in tempo reale con iPhone 4S o successivo e iPod touch (5ª generazione)
- Miglioramenti all'app Immagini
  - Organizzazione automatica delle foto e dei video in base alla data e alla posizione in Momenti
  - La condivisione foto di iCloud supporta video e contributi da persone diverse, oltre a una nuova vista Attività
  - Aggiunta di effetti e filtri fotografici
  - Supporto per Flickr e Vimeo
- AirDrop
  - Condivisione facile e veloce dei propri contenuti con le persone vicine
  - Trasferimenti codificati in modo sicuro senza necessità di reti o configurazione
  - Supportato su iPhone 5, iPad (4ª generazione), iPad mini e iPod touch (5ª generazione). Richiede un account iCloud
- Miglioramenti a Safari
  - Nuova vista a pannelli su iPhone, che consente di passare facilmente da una pagina web aperta all'altra
  - Campo di ricerca smart unificato in cui digitare sia termini di ricerca che indirizzi web
  - "Link condivisi" mostra le pagine web condivise dalle persone che segui su Twitter
- iTunes Radio
  - Servizio di radio in streaming
  - Oltre 250 stazioni in primo piano e dedicate a generi diversi
  - Possibilità di creare la propria stazione personalizzata a partire dall'artista o dal brano preferito
- Miglioramenti a Siri
  - Nuove voci maschili e femminili più naturali per l'inglese degli Stati Uniti, il francese e il tedesco
  - Integrazione dei risultati di ricerca di Wikipedia, Twitter e Bing
  - Modifica delle impostazioni, comprese quelle relative a Wi-Fi, Bluetooth e luminosità
  - Supportato su iPhone 4S, iPhone 5, iPad con display Retina, iPad mini e iPod touch (5ª generazione)
- Miglioramenti a App Store
  - Visualizzazione delle app rilevanti rispetto alla tua posizione attuale con "Popolari vicino a me"
  - Suddivisione delle app appropriate in base all'età nella categoria Bambini
  - Aggiornamento automatico delle app
- Blocco attivazione di "Trova il mio iPhone"
  - Per potere disattivare "Trova il mio iPhone", inizializzare il dispositivo, riattivarlo e uscire da iCloud è necessaria la password dell'ID Apple
  - Possibilità di mostrare un messaggio personalizzato sul dispositivo anche dopo l'inizializzazione da remoto
- Miglioramenti a iTunes Store
  - Possibilità di ascoltare in anteprima e acquistare in iTunes Store i brani che hai sentito su iTunes Radio
  - Possibilità di aggiungere elementi alla lista dei desideri di iTunes e acquistarli
  - Scansione del codice con la fotocamera per utilizzare le carte regalo di iTunes
- Miglioramenti all'app Musica
  - Riproduzione dei brani acquistati da iCloud
  - Possibilità di ruotare iPhone o iPod touch per sfogliare la musica in base alle copertine degli album
- Miglioramenti all'app Video
  - Riproduzione dei film e dei programmi TV acquistati da iCloud
  - Visualizzazione dei film e dei programmi TV simili in Correlato
- Miglioramenti a Mappe
  - Indicazioni pedonali passo a passo
  - Modalità notturna automatica
  - Condivisione dei preferiti tra i dispositivi tramite iCloud
- Miglioramenti a Mail
  - Nuove caselle smart, comprese: "Non lette", Allegati, "Tutte le bozze" e "A o CC"
  - Ricerca migliorata
  - Visualizzazione delle annotazioni nei PDF
- Chiamate FaceTime audio
- Blocco delle telefonate, dei messaggi e delle chiamate FaceTime da parte di numeri non desiderati
- Supporto per l'invio di messaggi MMS lunghi
- Visualizzazione del campo di ricerca di Spotlight facendo scorrendo verso il basso in qualunque schermata Home
- Scansione per l'acquisizione di biglietti di Passbook
- Suonerie, sveglie, avvisi e suoni di sistema nuovi
- Definizioni della parola selezionata per le seguenti lingue aggiuntive: italiano, coreano e olandese
- Misura dell'inclinazione nell'app Bussola
- Supporto per Wi-Fi Hotspot 2.0
- Funzioni di accessibilità
  - Le persone con capacità motorie limitate possono ora controllare il proprio dispositivo usando "Controllo interruttori"
  - Personalizzazione dello stile dei sottotitoli per non udenti
  - Supporto per la scrittura a mano in VoiceOver
  - Supporto per l'inserimento dei caratteri matematici mediante Nemeth Braille in VoiceOver
  - Possibilità di scegliere tra svariate voci ad elevata qualità per la pronuncia della selezione e VoiceOver
  - Supporto per l'audio stereo e gli apparecchi acustici "Made for iPhone" per iPhone 5 e iPod touch (5ª generazione)
- Funzionalità aziendali
  - Possibilità di decidere quali app e account utilizzare per aprire documenti e allegati
  - VPN per singole app
  - Gestione delle licenze App Store
  - Autenticazione Enterprise single sign-on
  - Configurazione remota delle app gestite
  - Protezione automatica dei dati per le app di terze parti
  - Sincronizzazione delle note Exchange
  - Installazione di font personalizzati
  - Nuova gestione delle richieste e delle restrizioni
- Funzionalità per l'istruzione
  - Gestione dei dispositivi mobile per Apple TV
  - Richiesta di AirPlay Mirroring dal dispositivo di uno studente a Apple TV
  - Possibilità di predisporre la configurazione dei dispositivi AirPlay e delle stampanti AirPrint
  - Registrazione MDM semplificata
  - Possibilità di limitare le modifiche agli account
  - Filtro dei contenuti web
  - Avvio della modalità app singola per le app autorizzate
  - Configurazione delle impostazioni di accessibilità per la modalità app singola
- Funzionalità per la Cina
  - Integrazione con Tencent Weibo
  - Dizionario bilingue cinese-inglese
  - Riconoscimento della scrittura a mano migliorato e più preciso, indipendenza dall'ordine dei tratti e supporto per l'immissione simultanea di più caratteri
- Correzione di errori

### iOS 7.0.1[33]
- Questo aggiornamento fornisce correzioni dei bug e miglioramenti

### iOS 7.0.2[34]
- Correzione di errori che potevano consentire l'elusione dell'inserimento del codice del blocco schermo
- Reintroduzione di un'opzione della tastiera greca per l'inserimento del codice

### iOS 7.0.3[35]
- Portachiavi iCloud per memorizzare i tuoi nomi account, le tue password e i numeri delle tue carte di credito tra tutti i dispositivi da te approvati
- Generatore di password, in modo che Safari possa suggerire delle password difficili da indovinare per i tuoi account in linea
- Aggiornamento del blocco schermo per ritardare la comparsa di "scorri per sbloccare" quando è in uso Touch ID
- Possibilità di effettuare di nuovo ricerche sul web e su Wikipedia dal campo di ricerca di Spotlight
- Risoluzione di un problema per cui alcuni utenti non riuscivano a inviare iMessage
- Correzione di un errore che poteva impedire l'attivazione di iMessage
- Miglioramento della stabilità del sistema durante l'utilizzo delle app di iWork
- Risoluzione di un problema relativo alla calibrazione dell'accelerometro
- Correzione di un problema che poteva fare in modo che Siri e VoiceOver usassero una voce di qualità inferiore
- Correzione di un errore che poteva consentire l'elusione del codice del blocco schermo
- Miglioramento dell'impostazione relativa alla riduzione della velocità per diminuire la velocità dei movimenti e delle animazioni
- Risoluzione di un problema che poteva rendere troppo sensibile l'input di VoiceOver
- Aggiornamento dell'impostazione relativa al testo in grassetto perché modifichi anche il testo del tastierino telefonico
- Risoluzione di un problema che poteva fare in modo che, in seguito a un aggiornamento software, i dispositivi supervisionati smettessero di esserlo

### iOS 7.0.4[36]
- Correzioni di errori e miglioramenti, compresa la risoluzione di un problema che impediva la riuscita di chiamate FaceTime per alcuni utenti

### iOS 7.0.5[37]
- Risoluzione di problemi relativi alla fornitura di servizi di rete per alcuni modelli di iPhone 5s e iPhone 5c venduti in Cina

### iOS 7.0.6[38]
- Questo aggiornamento di sicurezza consente di risolvere un problema relativo alla verifica della connessione SSL

### iOS 7.1[39]
- CarPlay
  - L'esperienza iOS è ora pensata per essere vissuta in auto
  - Ti basta collegare l'iPhone a un veicolo con CarPlay integrato
  - CarPlay supporta le app Telefono, Musica, Mappe, Messaggi e applicazioni audio di terze parti
  - Controllo mediante Siri, touchscreen, manopole di regolazione e pulsanti dell'auto
- Siri
  - Controlla manualmente quando Siri ti ascolta tenendo premuto il pulsante Home mentre parli e rilasciandolo quando hai finito. In alternativa, lascia che Siri riconosca automaticamente quando hai finito di parlare
  - Voci maschili e femminili nuove e più naturali per cinese mandarino, inglese (Gran Bretagna, Australia) e giapponese
- iTunes Radio
  - Crea stazioni in base all'artista o al brano che preferisci con facilità grazie al campo di ricerca posizionato al di sopra delle stazioni in primo piano
  - Acquista album semplicemente premendo un pulsante nella sezione "In riproduzione"
  - Iscriviti a iTunes Match su iPhone, iPad o iPod touch per ascoltare iTunes Radio senza contenuti pubblicitari
- Calendario
  - Opzione per la visualizzazione degli eventi nella vista mese
  - Festività specifiche in base al Paese aggiunte automaticamente per numerose nazioni
- Accessibilità
  - L'opzione font in grassetto può essere applicata alla tastiera, alla calcolatrice e a diversi glifi icone
  - L'opzione "Riduci movimento" può essere applicata a Meteo, Messaggi e ad animazioni interfaccia utente multitasking
  - Nuove opzioni per visualizzare la forma dei pulsanti, scurire i colori delle app e ridurre il punto di bianco
- Fotocamera presenta una nuova configurazione per l'abilitazione automatica dell'HDR con iPhone 5s
- Portachiavi iCloud supportato in ulteriori paesi
- Cancellazione automatica delle notifiche di chiamate FaceTime quando rispondi su un altro dispositivo
- Risoluzione di un errore che in alcuni casi poteva provocare il blocco della schermata Home
- Miglioramento del riconoscimento di impronte digitali di Touch ID
- Miglioramento delle prestazioni di iPhone 4
- Risoluzione di un errore di visualizzazione dell'identificatore dei messaggi non letti di Mail per numeri superiori a 10.000
- Ottimizzazione dell'interfaccia utente

### iOS 7.1.1[40]
- Riconoscimento delle impronte digitali di Touch ID ulteriormente migliorato
- Correzione di un errore che poteva compromettere la capacità di risposta della tastiera
- Risoluzione di un problema durante l'uso di tastiere Bluetooth con VoiceOver abilitato

### iOS 7.1.2[41]
- Miglioramento della stabilità e della connettività di iBeacon
- Correzione di un errore legato al trasferimento di dati per alcuni accessori di terze parti, inclusi i lettori di codici a barre
- Risoluzione di un problema relativo alla classe di protezione dei dati degli allegati di Mail